# سلسو اوترو
سلسو اوترو (اسپانیایی: Celso Otero‎؛ زادهٔ ۱ فوریهٔ ۱۹۵۸) بازیکن سابق و مربی فوتبال اهل اروگوئه است.
از باشگاه‌هایی که در آن بازی کرده‌است می‌توان به باشگاه فوتبال ناسیونال (اروگوئه)، باشگاه فوتبال دانوبیو، و باشگاه فوتبال مونته‌ویدئو واندررز اشاره کرد.
وی همچنین در تیم ملی فوتبال اروگوئه بازی کرده‌است.